# Miroslav Toman
Pour les articles homonymes, voir Toman.
Miroslav Toman, né le 6 février 1960 à Žatec, est un homme politique et entrepreneur agricole tchèque. Il a été une première fois ministre  de l'Agriculture au gouvernement de Jiří Rusnok de juillet 2013 à janvier 2014, puis une seconde fois du 27 juin 2018 au 17 décembre 2021 dans le gouvernement d'Andrej Babiš.
Son nom est évoqué à de multiples reprises dans des controverses concernant l'achat et la revente de terrains privatisés acquis par des sociétés détenues par des membres de sa famille. 

## Biographie
Il est le fils de   Miroslav Toman, un ministre de l'Agriculture dans le gouvernement communiste dans années 1980. Il est diplômé d'une école secondaire d'agriculture de Brandýs nad Labem et de Université de l'agriculture de Prague, où il travaillera comme professeur assistant pendant quatre ans. Pendant ses études, il a également été technicien chez JZD Tečovice.
De 1990 à 1996, il occupe des postes de direction dans des sociétés agricoles. De 1996 à 2001, il travaille comme conseiller commercial aux ambassades de Bratislava et de Washington.
Après avoir travaillé au ministère de l'Agriculture en 2006, il a rejoint une entreprise familiale nouvellement créée, qui porte le même nom que la société en faillite Agrotrade a.s. et travaille à nouveau dans les secteurs de l’agriculture et de l’alimentation. Cette entreprise est maintenant dirigée par son frère et son père.
En 2007, Il accède à la présidence de la Chambre tchèque de l'alimentation. Il est membre du Conseil de surveillance du Fonds pour l'agriculture et la foresterie d'appui et de garantie (PGRLF), de la Chambre agraire de la République tchèque et du conseil d'administration de la Chambre de commerce de la République tchèque.
En mars 2014, il est élu président de la Chambre agraire de la République tchèque à l'Assemblée à Olomouc, avec 90 % des voix. Il succède Jan Veleba.
Miroslav Toman est marié et père de trois enfants.

## Carrière politique
Ses premiers pas en politique ont pour base août 2002,  lorsqu'il devient sous-ministre de l'Agriculture. Lors de ses négociations d'adhésion avec  UE, il sert de négociateur en chef dans le secteur agraire. Il quittera ses fonctions pour des raisons familiales.  Il est ensuite nommé premier vice-secrétaire d'État au ministère de l'Agriculture, jusqu'au octobre 2006 (lors des mandats des  ministres Jaroslav Palas, Petr Zgarba et Jan Mládek).
En juin 2013, il accepte la demande de Jiří Rusnok de le nommer ministre de l'Agriculture au sein de son gouvernement. Il mettra de côté ses fonctions de président de la Chambre de commerce durant sa période au de ministre,,.
Lors de la élection législatives de 2017, il s'est présente à la Région d'Ústí nad Labem avec le soutien du SPO mais n’est pas élu.
Le 18 mai 2018, il est cité dans la liste du  ČSSD en tant que candidat possible à un poste dans le nouveau gouvernement de coalition avec le mouvement populiste ANO 2011.
Le 22 juin 2018, Milos Zeman et le chef du gouvernement Andrej Babiš nomment Toman au poste de ministre de l’agriculture.

## Controverses
En 2018, alors qu'il est ministre de l'Agriculture, avec le Premier ministre de l'époque, Andrej Babiš (ANO), il est soupçonné par les avocats de la Commission européenne d'un conflit d'intérêts. Le père de Toman détenait à la même époque 80 % des actions de l'entreprise Agrotrade et son frère en était le directeur. Agrotrade comprend la société Xaverov, qui à l'époque bénéficiait des subventions européennes pour les agriculteurs. Toman lui-même a déclaré qu'il n'avait jamais figuré parmi ses proches dans cette entreprise. Il a également défendu les subventions aux grandes exploitations, comme Agrofert. La Commission européenne a finalement clos l'enquête sans imposer de sanction.
En avril 2019, la télévision tchèque diffuse un reportage sur son lien avec l'entreprise de son père. Les journalistes de la télévision tchèque ont découvert que l'entreprise Xaverov avait acquis des terres lors de leur privatisation, qu'elle avait ensuite revendues à l'État ou à la ville de Prague pour 250 millions de couronnes. Elles avaient été acquises par un document contesté délivré par le ministère de l'Agriculture en 2005, lorsque Toman était ministre-adjoint. Dans le même temps, des policiers du siège national contre le crime organisé ont fait une descente au ministère de l'Agriculture et au siège de l'entreprise publique gérant les forêts de la République tchèque. Il s'agissait d'un acte suspect du PDG Daniel Szorád, qui a ensuite été également inculpé par la police.
En février 2022, paraît un rapport selon lequel la Direction d'État des routes et autoroutes avait acheté des terres à Xaverov de la famille Toman pour 250 millions de couronnes, initialement évaluées à environ 31 millions. Le terrain doit être utilisé pour la construction du périphérique de Prague. La loi permet à l'État de payer huit fois le prix d'un terrain dans le cas des transports et autres constructions d'infrastructures. Peu de temps après, l'État paye aux Toman 60 millions de couronnes supplémentaires pour un autre terrain d'une valeur de 7,5 millions de couronnes. La famille Toman recevra 110 millions de couronnes supplémentaires pour le terrain de leurs sociétés Xaverov trade et Agrotrade de la ville de Prague, qui achètera le terrain jouxtant le périphérique de Prague.